# Nagy nyárlevelész
A nagy nyárlevelész (Chrysomela populi) a rovarok (Insecta) osztályának a bogarak (Coleoptera) rendjébe, ezen belül a mindenevő bogarak (Polyphaga) alrendjébe és a levélbogárfélék (Chrysomelidae) családjába tartozó faj.
A Chrysomela bogárnem típusfaja.

## Előfordulása

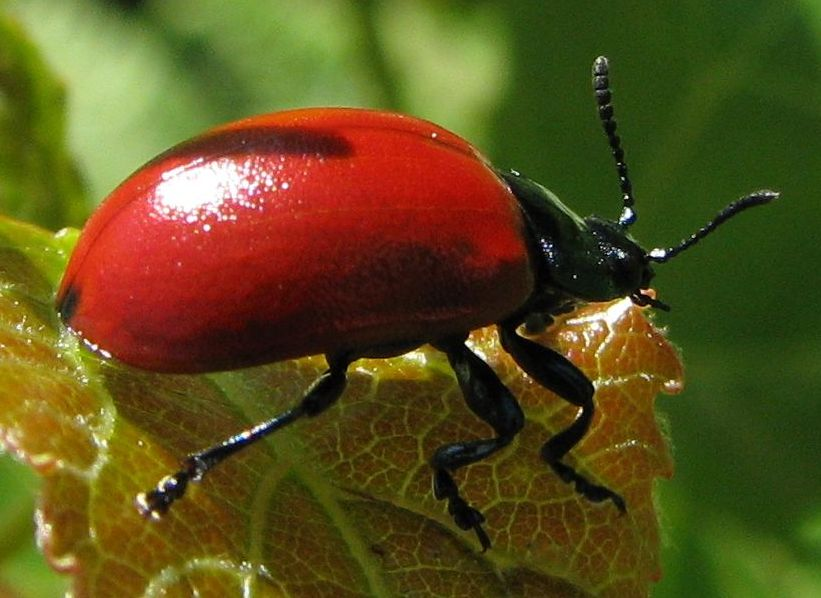
Imágó

A nagy nyárlevelész elterjedési területe Európa, de Ázsia mérsékelt övi részein is előfordul a szubtrópusi területekig. Egyes években tömegesen lép fel.

## Megjelenése
A nagy nyárlevelész jó 1 centiméter hosszú. Szárnyfedői vörösesek, teste fémes feketészöld. A tojásdad, boltozatos testalkat a levélbogárfélék tipikus jellemzője. A nagy nyárlevelész szárnyfedőinek varratszögletében kis fekete folt van.

## Életmódja
A nagy nyárlevelész lomberdők, főleg a fűz- (Salix) és nyárfélék (Populus) lakója; fiatal faleveleket fogyaszt a lárva és a kifejlett bogár is.[forrás?]